# مونتيروبايو دي لا ديماندا
بلدية مونتيروبايو دي لا ديماندا (بالإسبانية: Monterrubio de la Demanda)‏, هي إحدى بلديات مقاطعة برغش, التي تقع في منطقة قشتالة وليون, والتي تقع في شمال غرب إسبانيا.
يبلغ عدد سكانها 96 نسمة وفقاً لإحصائية سنة (2002).